# Urban Trad

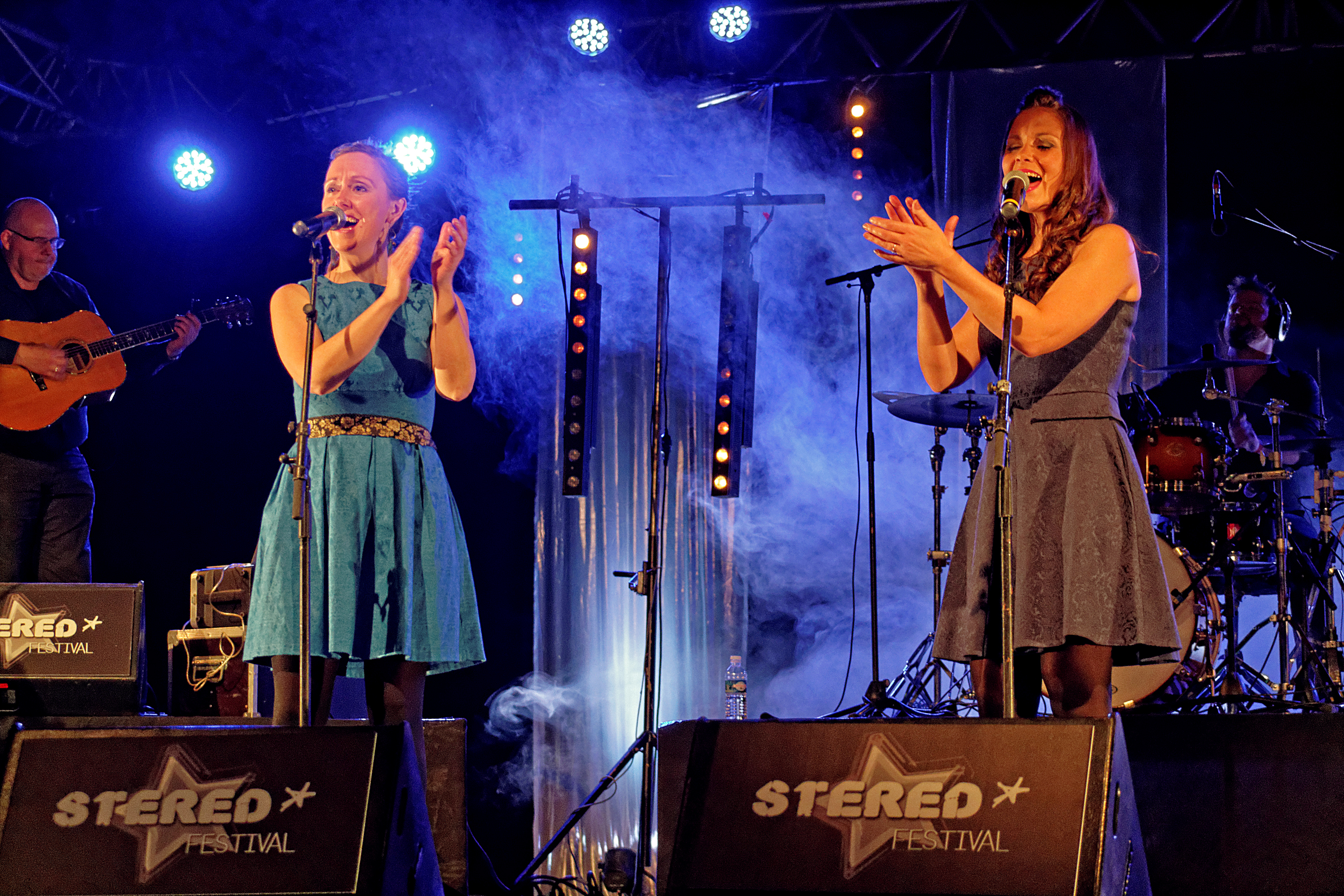
Soetkin Collier & Veronica Codesal 2015

Urban Trad was een Belgische folkgroep, die bestond uit zowel Vlamingen als Walen.

## Biografie
Urban Trad nam deel aan het Eurovisiesongfestival 2003, waar ze tweede werden met het lied Sanomi (35.000 verkochte exemplaren in België), een moderne folksong in een fantasietaal gezongen. Een paar maanden voor het festival werd besloten dat zangeres Soetkin Collier niet mee kon doen. Collier zou een verleden hebben met extreemrechtse sympathieën. Later bleek dat uit een rapport van Comité I dat de inlichtingendiensten controleert, dat het verouderde informatie betrof en Collier de laatste vijf jaar (voor de deelname) niet meer was opgedoken bij nationalistische en extreemrechtse verenigingen. Later heeft Collier een proces aangespannen tegen de RTBF.
Na het voltooien van het album Kerua (35.000 verkochte exemplaren in België) verliet Didier Laloy de band en werd vervangen door de jonge accordeoniste Sophie Cavez. In september 2004 werd hun nieuwe album Elem uitgebracht die 13.000 exemplaren verkocht in Duitsland. Eind maart 2007 bracht de folkgroep na bijna drie jaar een nieuw album uit, dat Erbalunga gedoopt werd naar de naam van een dorp in Noord-Corsica.
In 2012 is de groep officieel gestopt. Op 5 februari 2012 speelden ze voor het laatst een afscheidsconcert in de AB in Brussel. Op 5 juli 2013 traden ze toch nog eens op op de folkavond van Beleuvenissen in Leuven. Vanaf 2014 is de groep sporadisch opnieuw met optreden begonnen in gewijzigde bezetting. Een try-out met besloten toegang vond plaats in folkclub 't Ey in Belsele op 23 juni. Op Transfolk in Zwevegem, opvolger van het ter ziele gegane Deerlycke in Deerlijk, volgde het eerste concert in de nieuwe samenstelling. De groep brengt in die samenstelling nog steeds muziek met traditionele invloeden, maar doedelzak, fluiten en accordeon werden geschrapt. In 2016 brachten ze een eerste comebacksingle uit. In februari 2020 viel dan ten slotte het doek over de band, met enkele afscheidsconcerten in CC's als CC Zwanenberg, Heist-op-den-Berg, CC Bertrix, en CC Lommel.

## Bandleden
- Yves Barbieux (fluiten, tin-whistle, low whistle en doedelzak). Maakt geen deel uit van de nieuwe samenstelling.
- Véronica Codesal (zang).
- Soetkin Collier (zang) (afkomstig van de groep Laïs).
- Sophie Cavez (diatonische accordeon). Vroeger was dit Didier Laloy.
- Philip Masure (akoestische gitaar: D-A-d-g-a-d).
- Michel Morvan (drums).
- Nicolas Scalliet (drums) sinds 2014.
- Dirk Naessens (viool).
- Marie-Sophie Talbot (zang, piano & percussie).
- Cédric Waterschoot (bas).
- Jill Delien (bas) sinds 2014.
- Yannick Swennen  (viool).

## Volledige albums
- One o Four (2001)

1. 'Subway Call'
2. 'Avreel'
3. 'La Belle Jig'
4. 'Vodka Time'
5. 'Walsing Dranouter'
6. 'Basement Scotch'
7. 'Baline'
8. 'Brass Corto'
9. 'Bamboo'
10. 'Free Wheel'
11. 'Rap A Doo'
12. 'Mecanix (Who'S Who)'

- Kerua (2003)

1. 'Mecanix Remix'
2. 'Kerua'
3. 'Sanomi'
4. 'Il Est Bien Temps'
5. 'Lampang'
6. 'Berim Dance'
7. 'Quimper - Moscou'
8. 'Get Reel'
9. 'The Roses'
10. 'Medina'
11. 'Leina Street'
12. 'Alto'
13. 'Sanomi'
14. 'Galicia'

- Elem (2004)

1. 'Rodgrod med flode'
2. 'De luz, amor y nada'
3. 'Vigo'
4. 'Jorden/Terra'
5. 'Bouree d'Erasme'
6. 'De l'air'
7. 'Valse'
8. 'Two hornpipes'
9. 'Zout'
10. 'Mind the gap'
11. 'V.T. Intro'
12. 'Vodka time' (Mass'Mix)
13. 'Lampang/Mideau Rhemila' (bonus, live)

- Erbalunga (2007)

1. 'Sans garde-fou'
2. 'Hedningarden'
3. 'Oh la belle'
4. 'Le serpent'
5. 'Erbalunga'
6. 'Fields of Deeley'
7. 'L'olivier'
8. 'Bourrée Tappen'
9. 'Accovi / Onderweg'
10. 'Polaire'
11. 'Noite Longa'
12. 'Scottiche de la tête'
13. 'Asturiana'
14. 'A Terra'
15. 'Diama Den' (bonus)

## Tours
- Elem Theater Tour, 2005

1956: Fud Leclerc + Mony Marc · 
1957: Bobbejaan Schoepen · 
1958: Fud Leclerc · 
1959: Bob Benny · 
1960: Fud Leclerc · 
1961: Bob Benny · 
1962: Fud Leclerc · 
1963: Jacques Raymond · 
1964: Robert Cogoi · 
1965: Lize Marke · 
1966: Tonia · 
1967: Louis Neefs · 
1968: Claude Lombard · 
1969: Louis Neefs · 
1970: Jean Vallée · 
1971: Lily Castel & Jacques Raymond · 
1972: Serge & Christine Ghisoland · 
1973: Nicole & Hugo · 
1974: Jacques Hustin · 
1975: Ann Christy · 
1976: Pierre Rapsat · 
1977: Dream Express · 
1978: Jean Vallée · 
1979: Micha Marah · 
1980: Telex · 
1981: Emly Starr · 
1982: Stella · 
1983: Pas de Deux · 
1984: Jacques Zegers · 
1985: Linda Lepomme · 
1986: Sandra Kim · 
1987: Liliane Saint-Pierre · 
1988: Reynaert · 
1989: Ingeborg · 
1990: Philippe Lafontaine · 
1991: Clouseau · 
1992: Morgane · 
1993: Barbara · 
1995: Frédéric Etherlinck · 
1996: Lisa del Bo · 
1998: Mélanie Cohl · 
1999: Vanessa Chinitor · 
2000: Nathalie Sorce · 
2002: Sergio & The Ladies · 
2003: Urban Trad · 
2004: Xandee · 
2005: Nuno Resende · 
2006: Kate Ryan · 
2007: The KMG's · 
2008: Ishtar · 
2009: Copycat · 
2010: Tom Dice · 
2011: Witloof Bay · 
2012: Iris · 
2013: Roberto Bellarosa · 
2014: Axel Hirsoux · 
2015: Loïc Nottet · 
2016: Laura Tesoro · 
2017: Blanche · 
2018: Sennek · 
2019: Eliot · 
2021: Hooverphonic · 
2022: Jérémie Makiese · 
2023: Gustaph · 
2024: Mustii · 
2025: Red Sebastian